# Samsung Galaxy A52
Samsung Galaxy A52 — смартфон середнього рівня, розроблений Samsung Electronics, що входить до серії Galaxy A. Був анонсований 17 березня 2021 року на Galaxy Unpacked разом з Samsung Galaxy A72. Також в деяких країнах продається Samsung Galaxy A52 5G з підтримкою 5G, потужнішим процесором та більшою частотою оновлення дисплею. 17 серпня 2021 року був представлений Samsung Galaxy A52s 5G, що відрізняється від Galaxy A52 5G покращеним процесором.

## Дизайн
Екран виконаний зі скла Corning Gorilla Glass 5. Задня панель виконана з матового пластику, а рамка — з глянцевого.
Також сматфони мають захист від вологи та пилу по стандарту IP67.
Знизу знаходяться роз'єм USB-C, динамік, мікрофон та 3.5 мм аудіороз'єм. Зверху розташовані другий мікрофон та залежно від версії слот під 1 SIM-картку і карту пам'яті формату microSD до 512 ГБ або слот під 2 SIM-картки або 1 SIM-картку і карту пам'яті формату microSD до 512 ГБ. З правого боку розміщені кнопки регулювання гучності та кнопка блокування смартфону.
Samsung Galaxy A52 та Galaxy A52 5G продаються в 4 кольорах: чорному (Awesome Black), білому (Awesome White), синьому (Awesome Blue) та фіолетовому (Awesome Purple).
Samsung Galaxy A52s 5G продаються в 4 кольорах: чорному (Awesome Black), білому (Awesome White), м'ятному (Awesome Mint) та фіолетовому (Awesome Purple).

## Технічні характеристики

### Апаратне забезпечення

#### Платформа
Galaxy A52 отримав процесор Qualcomm Snapdragon 720G та графічний процесор Adreno 618.
Galaxy A52 5G отримав процесор Qualcomm Snapdragon 750G та графічний процесор Adreno 619. 
Galaxy A52s 5G отримав процесор Qualcomm Snapdragon 778G та графічний процесор Adreno 642L.

#### Акумулятор
Акумуляторна батарея отримала об'єм 4500 мА·год та підтримку швидкої зарядки на 25 Вт. У комплекті Galaxy A52 та A52 5G йде блок зарядки потужністю 15 Вт, а A52s 5G ― 25 Вт.

#### Камера
Смартфони отримали основну квадрокамеру 64 Мп, f/1.8 (ширококутний) з фазовим автофокусом та оптичною стабілізацією + 12 Мп, f/2.2 (ультраширококутний) + 5 Мп, f/2.4 (макро) + 5 Мп, f/2.4 (сенсор глибини). Фронтальна камера отримала роздільність 32 Мп та діафрагму f/2.2 (ширококутний). Основна та фронтальна камери вміють записувати відео в роздільній здатності 4K@30fps.

#### Екран

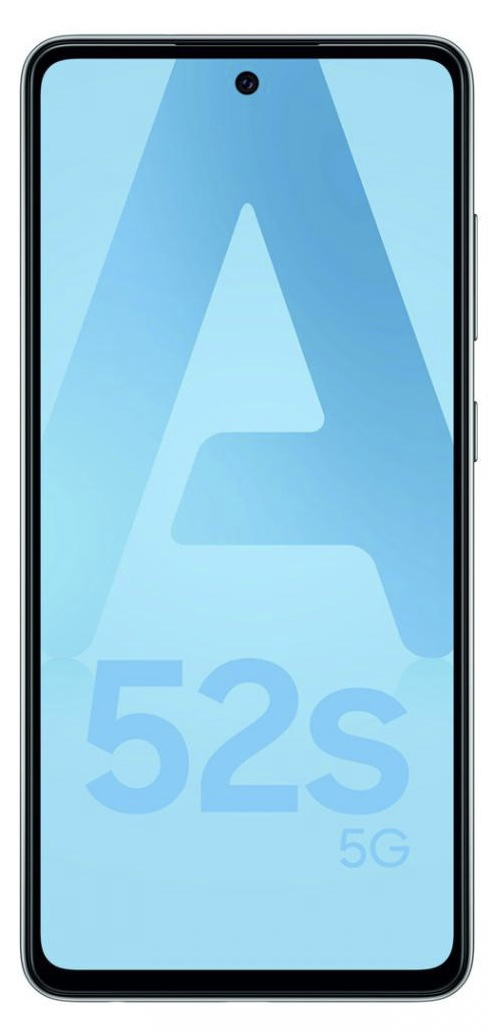
Передня частина Samsung Galaxy A52s 5G

Екран Super AMOLED, 6.5", FullHD+ (2400 × 1080) зі щільністю пікселів 407 ppi, співвідношенням сторін 20:9 та круглим вирізом під фронтальну камеру, що знаходиться зверху в центрі. Версія з 4G отримала частоту оновлення екрану 90 Гц, а версія з 5G — 120 Гц. Також в екран вмонтований сканер відбитку пальця.

#### Звук
Смартфони отримали стереодинаміки. Роль другого динаміка виконує розмовний.

#### Пам'ять
Galaxy A52 та A52s 5G  продаються в комплектаціях 4/128, 6/128, 8/128 та 8/256 ГБ. В Україні Samsung Galaxy A52 офіційно продається лише у версіях 4/128 та 8/256 ГБ.
5G-версія продається в комплектаціях 6/128, 8/128 та 8/256 ГБ.

### Програмне забезпечення
Смартфони були випущені на One UI 3.1 на базі Android 11. Були оновлені до One UI 4.1 на базі Android 12.

## Рецензії
Оглядач з інформаційного порталу ITC.ua поставив Samsung Galaxy A52 4,5 бали з 5. До мінусів він відніс відсутність в офіційному продажі «проміжних» конфігурацій 6/128 та 8/128 ГБ та швидкість оптичного сканера відбитків пальців. До плюсів оглядач відніс приємний дизайн, достатнб продуктивність, відсутність тротлину і низький нагрів, AMOLED-екран, частоту оновлення дисплею 90 Гц, автономність та захист IP67. У висновку він сказав, що «У Samsung Galaxy A52 є всі шанси повторити успіх свого попередника: у нього приємний дизайн, якісний екран з частотою оновлення 90 Гц і вологозахищений корпус, плюс помітно збільшена автономність.»